# Acacia resinistipulea
Acacia resinistipulea är en ärtväxtart som beskrevs av William Vincent Fitzgerald. Acacia resinistipulea ingår i släktet akacior, och familjen ärtväxter. Inga underarter finns listade i Catalogue of Life.